# Associazione Calcio Cesena 2012-2013
Questa voce raccoglie le informazioni riguardanti l'Associazione Calcio Cesena nelle competizioni ufficiali della stagione 2012-2013.

## Stagione
Nella stagione 2012-2013 il Cesena ha disputato il ventottesimo campionato di Serie B della sua storia. A sorpresa in panchina viene chiamato Nicola Campedelli ex calciatore bianconero, nonché fratello minore del presidente Igor. Dopo tre giornate i cesenati sono ancora al palo, e contano già 10 reti al passivo, la rovinosa sconfitta (1-4) con il Novara accende la contestazione, viene sollevato Campedelli dall'incarico e chiamato sulla panchina Pierpaolo Bisoli, artefice delle ultime due promozioni bianconere. Il girone di andata si chiude con 21 punti, ancora in zona Play-out, mentre nel girone di ritorno vengono raccolti 29 punti, che portano il Cesena alla salvezza, giunta con una gara di anticipo e nonostante la sconfitta patita (2-1) a Bari. Con 15 reti il miglior realizzatore cesenate è stato il bolognese Davide Succi. Nella Coppa Italia il Cesena supera nel secondo turno (2-1) la Pro Vercelli, nel terzo turno ha la meglio (3-2) sul Crotone, mentre nel quarto turno chiude il suo percorso di Coppa, eliminato (3-1) dall'Atalanta.

## Divise e sponsor
Il fornitore ufficiale di materiale tecnico per la stagione 2012-2013 è stato Adidas, mentre lo sponsor di maglia è stato Technogym.
| 1ª divisa | 2ª divisa | 3ª divisa |

## Organigramma societario
Area direttiva
- Presidente: Igor Campedelli
- Vice Presidente e Direttore Generale: Luca Mancini
- Dirigente Area Sportiva: Gabriele Valentini
- Direttore Sportivo: Maurizio Marin
- Segretario generale: Marco Semprini
- Segreteria sportiva: Leonardo Scirpoli
- Responsabile Giovanili: Luigi Piangerelli

Area tecnica
- Allenatore: Nicola Campedelli (fino al 10 settembre 2012), poi Pierpaolo Bisoli
- Preparatore dei portieri: Roberto Bocchino
- Preparatore atletico: Riccardo Ragnacci
- Area preparazione atletica: Mattia Vincenzi
- Collaboratore: Michele Tardioli
- Team Manager: Fiorenzo Treossi
- Magazzinieri: Luca Benini e Daniele Galassi

Area sanitaria
- Responsabile sanitario: Paolo Bazzocchi
- Medico sociale: Dante Boscherini
- Fisioterapisti: Giovanni Riva e Stefano Valentini
- Osteopata: Giorgio Caiterzi

## Rosa
| N. |                       | Ruolo | Calciatore         |
| -- | --------------------- | ----- | ------------------ |
| 1  | Italia (bandiera)     | P     | Nicola Ravaglia    |
| 2  | Argentina (bandiera)  | D     | Santiago Morero    |
| 3  | Italia (bandiera)     | D     | Alessandro Favalli |
| 4  | Italia (bandiera)     | D     | Simone Dallamano   |
| 5  | Italia (bandiera)     | D     | Denis Tonucci      |
| 6  | Paraguay (bandiera)   | C     | David Meza Colli   |
| 7  | Italia (bandiera)     | C     | Marco D'Alessandro |
| 8  | Croazia (bandiera)    | C     | Damjan Đoković     |
| 9  | Italia (bandiera)     | A     | Gianluca Lapadula  |
| 10 | Italia (bandiera)     | C     | Manuel Coppola     |
| 11 | Italia (bandiera)     | C     | Manuel Iori        |
| 11 | Uruguay (bandiera)    | A     | Pablo Granoche     |
| 13 | Camerun (bandiera)    | C     | Louise Parfait     |
| 14 | Italia (bandiera)     | D     | Gianluca Comotto   |
| 15 | Portogallo (bandiera) | D     | Gonçalo Brandão    |
| 16 | Italia (bandiera)     | C     | Manuel Giandonato  |
| 17 | Italia (bandiera)     | C     | Gianluigi Bamonte  |
| 18 | Italia (bandiera)     | C     | Gianluca Turchetta |

| N. |                    | Ruolo | Calciatore          |
| -- | ------------------ | ----- | ------------------- |
| 19 | Italia (bandiera)  | A     | Davide Succi        |
| 20 | Italia (bandiera)  | C     | Andrea Gessa        |
| 22 | Italia (bandiera)  | P     | Emanuele Belardi    |
| 22 | Italia (bandiera)  | P     | Andrea Campagnolo   |
| 23 | Italia (bandiera)  | C     | Andrea Tabanelli    |
| 24 | Italia (bandiera)  | A     | Mattia Graffiedi    |
| 25 | Italia (bandiera)  | D     | Luca Ceccarelli     |
| 26 | Italia (bandiera)  | D     | Luca Caldirola      |
| 26 | Italia (bandiera)  | D     | Massimo Volta       |
| 27 | Francia (bandiera) | C     | Grégoire Defrel     |
| 28 | Italia (bandiera)  | A     | Nicolò Lolli        |
| 29 | Italia (bandiera)  | D     | Andrea Rossi        |
| 29 | Guinea (bandiera)  | C     | Ismael Bangoura     |
| 30 | Spagna (bandiera)  | A     | Alejandro Rodríguez |
| 32 | Brasile (bandiera) | C     | Yago Del Piero      |
| 33 | Italia (bandiera)  | P     | Riccardo Melgrati   |
| 36 | Italia (bandiera)  | D     | Nicolò Consolini    |
| 37 | Italia (bandiera)  | C     | Tommaso Arrigoni    |

## Risultati

### Serie B

#### Girone di andata
| Arbitro: | Pinzani (Empoli) |

|  |           |                                                       |
|  | Marcatori | 29’ Pavoletti 61’ (rig.) Terranova 74’ (rig.) Troiano |

| Arbitro: | Baracani (Firenze) |

|                               |           |                      |
| Misuraca 14’ Malonga 31’, 90’ | Marcatori | 45’ (rig.) Graffiedi |

| Arbitro: | Velotto (Grosseto) |

|               |           |                                    |
| Graffiedi 46’ | Marcatori | 23’, 27’, 45’ Mehmeti 85’ González |

| Terni 15 settembre 2012, ore 15:00 CEST 4ª giornata | Ternana                           | 0 – 0 referto | Cesena | Stadio Libero Liberati\| Arbitro: \| Candussio (Cervignano del Friuli) \| |
| Arbitro:                                            | Candussio (Cervignano del Friuli) |               |        |                                                                           |

| Arbitro: | Mariani (Aprilia) |

|             |           |  |
| Đoković 82’ | Marcatori |  |

| Arbitro: | Palazzino (Ciampino) |

|            |           |  |
| Soncin 54’ | Marcatori |  |

| Arbitro: | Di Bello (Brindisi) |

|                        |           |  |
| Comotto 35’ Defrel 90’ | Marcatori |  |

| Arbitro: | Irrati (Pistoia) |

|                                            |           |  |
| Ardemagni 23’ (rig.), 68’, 87’ Signori 25’ | Marcatori |  |

| Cesena 14 ottobre 2012, ore 15:00 CEST 9ª giornata | Cesena        | 0 – 0 referto | Crotone | Stadio Dino Manuzzi\| Arbitro: \| Roca (Foggia) \| |
| Arbitro:                                           | Roca (Foggia) |               |         |                                                    |

| Arbitro: | Giancola (Vasto) |

|             |           |          |
| Comotto 12’ | Marcatori | 88’ Comi |

| Arbitro: | Velotto (Grosseto) |

|                |           |  |
| Ceccherini 59’ | Marcatori |  |

| Arbitro: | Di Paolo (Avezzano) |

|                                                     |           |                                   |
| Succi 48’ (rig.) Graffiedi 69’ (rig.) Rodríguez 89’ | Marcatori | 41’ (rig.) Sforzini 63’ Lanzafame |

| Arbitro: | Ciampi (Roma) |

|              |           |           |
| Granoche 11’ | Marcatori | 45’ Succi |

| Arbitro: | Borriello (Mantova) |

|            |           |                                            |
| Defrel 21’ | Marcatori | 35’ Budel 45’ (rig.) Corvia 79’ Vitor Saba |

| Arbitro: | Baracani (Firenze) |

|           |           |             |
| Rivas 16’ | Marcatori | 53’ Đoković |

| Arbitro: | Di Bello (Brindisi) |

|           |           |              |
| Succi 75’ | Marcatori | 5’ Sansovini |

| Arbitro: | Candussio (Cervignano del Friuli) |

|                                              |           |                    |
| Fofana 28’ Falcone 51’ (rig.) Falcinelli 90’ | Marcatori | 5’, 22’, 45’ Succi |

| Arbitro: | Manganiello (Pinerolo) |

|               |           |                                   |
| Rodríguez 48’ | Marcatori | 3’ Croce 7’ Valdifiori 13’ Tavano |

| Arbitro: | Abbattista (Molfetta) |

|                    |           |                       |
| Mezavilla 49’, 76’ | Marcatori | 63’ (rig.), 78’ Succi |

| Arbitro: | Merchiori (Ferrara) |

|           |           |             |
| Defrel 3’ | Marcatori | 48’ Bellomo |

| Arbitro: | La Penna (Roma) |

|            |           |                                            |
| Modolo 45’ | Marcatori | 2’ (aut.) de Paula 29’ Rodríguez 90’ Succi |

#### Girone di ritorno
| Arbitro: | Gavillucci (Latina) |

|                                                                |           |  |
| Boakye 17’ Troianiello 48’ Bianchi 64’, 79’ Masucci 90’ (rig.) | Marcatori |  |

| Arbitro: | Ciampi (Roma) |

|                                    |           |             |
| Granoche 25’ Tonucci 28’ Succi 75’ | Marcatori | 18’ Pinardi |

| Arbitro: | Baracani (Firenze) |

|  |           |             |
|  | Marcatori | 28’ Tonucci |

| Arbitro: | Pasqua (Tivoli) |

|           |           |  |
| Succi 89’ | Marcatori |  |

| Arbitro: | Pairetto (Nichelino) |

|          |           |             |
| Coly 57’ | Marcatori | 15’ Đoković |

| Arbitro: | Castrignanò (Brindisi) |

|                    |           |              |
| L. Ceccarelli Goal | Marcatori | 5’, 68’ Zaza |

| Arbitro: | Nasca (Bari) |

|                                  |           |                               |
| Zecchin 5’ Ebagua 17’ Troest 89’ | Marcatori | 15’ Granoche 68’ D'Alessandro |

| Arbitro: | Cervellera (Taranto) |

|           |           |  |
| Succi 49’ | Marcatori |  |

| Arbitro: | Abbattista (Molfetta) |

|            |           |  |
| Matute 81’ | Marcatori |  |

| Arbitro: | Irrati (Pistoia) |

|          |           |                                |
| Comi 12’ | Marcatori | 19’ Đoković 21’ (aut.) Rizzato |

| Cesena 19 marzo 2013, ore 20:45 CET 32ª giornata | Cesena              | 0 – 0 referto | Livorno | Stadio Dino Manuzzi\| Arbitro: \| Gavillucci (Latina) \| |
| Arbitro:                                         | Gavillucci (Latina) |               |         |                                                          |

| Arbitro: | Merchiori (Ferrara) |

|             |           |                               |
| Giménez 86’ | Marcatori | 31’ Granoche 40’ D'Alessandro |

| Arbitro: | Mariani (Aprilia) |

|                                 |           |  |
| Rodríguez 65’ L. Ceccarelli 74’ | Marcatori |  |

| Arbitro: | Pasqua (Tivoli) |

|                                 |           |              |
| Daprelà 69’ And. Caracciolo 81’ | Marcatori | 28’ Granoche |

| Cesena 12 aprile 2013, ore 21:00 CEST 36ª giornata | Cesena       | 0 – 0 referto | Verona | Stadio Dino Manuzzi\| Arbitro: \| Nasca (Bari) \| |
| Arbitro:                                           | Nasca (Bari) |               |        |                                                   |

| Arbitro: | Pinzani (Empoli) |

|           |           |  |
| Okaka 50’ | Marcatori |  |

| Arbitro: | Pairetto (Nichelino) |

|           |           |            |
| Succi 57’ | Marcatori | 6’ Piccolo |

| Arbitro: | Cervellera (Taranto) |

|                   |           |  |
| Tavano 31’ (rig.) | Marcatori |  |

| Arbitro: | Roca (Foggia) |

|                                 |           |                |
| Succi 38’, 90’ Meza Colli I 79’ | Marcatori | 49’ Martinelli |

| Arbitro: | La Penna (Roma) |

|                           |           |            |
| Caputo 88’ Ceppitelli 90’ | Marcatori | 67’ Morero |

| Arbitro: | Fabbri (Ravenna) |

|             |           |             |
| Tonucci 29’ | Marcatori | 45’ Ragatzu |

### Coppa Italia

#### Prima fase
| Arbitro: | Cervellera (Taranto) |

|                             |           |               |
| Lapadula 24’ Graffiedi 103’ | Marcatori | 86’ Di Piazza |

| Arbitro: | Tagliavento (Terni) |

|                                          |           |                           |
| Succi 16’ Graffiedi 50’ D'Alessandro 84’ | Marcatori | 40’ (aut.) Iori 43’ Ciano |

| Arbitro: | Massa (Imperia) |

|                            |           |             |
| Parra 41’, 82’ De Luca 62’ | Marcatori | 31’ Tonucci |

## Statistiche

### Statistiche di squadra
| Competizione | Punti | In casa | In casa | In casa | In casa | In casa | In casa | In trasferta | In trasferta | In trasferta | In trasferta | In trasferta | In trasferta | Totale | Totale | Totale | Totale | Totale | Totale | DR  |
| Competizione | Punti | G       | V       | N       | P       | Gf      | Gs      | G            | V            | N            | P            | Gf           | Gs           | G      | V      | N      | P      | Gf     | Gs     | DR  |
| ------------ | ----- | ------- | ------- | ------- | ------- | ------- | ------- | ------------ | ------------ | ------------ | ------------ | ------------ | ------------ | ------ | ------ | ------ | ------ | ------ | ------ | --- |
| Serie B      | 50    | 21      | 8       | 8       | 5       | 25      | 24      | 21           | 4            | 6            | 11           | 21           | 35           | 42     | 12     | 14     | 16     | 46     | 59     | -13 |
| Coppa Italia |       | 2       | 2       | 0       | 0       | 5       | 3       | 1            | 0            | 0            | 1            | 1            | 3            | 3      | 2      | 0      | 1      | 6      | 6      | 0   |
| Totale       | -     | 23      | 10      | 8       | 5       | 30      | 27      | 22           | 4            | 6            | 12           | 22           | 38           | 45     | 14     | 14     | 17     | 52     | 65     | -13 |

### Statistiche dei giocatori[9]
| Giocatore         | Serie B  | Serie B | Serie B     | Serie B    | Coppa Italia | Coppa Italia | Coppa Italia | Coppa Italia | Totale   | Totale | Totale      | Totale     |
| Giocatore         | Presenze | Reti    | Ammonizioni | Espulsioni | Presenze     | Reti         | Ammonizioni  | Espulsioni   | Presenze | Reti   | Ammonizioni | Espulsioni |
| ----------------- | -------- | ------- | ----------- | ---------- | ------------ | ------------ | ------------ | ------------ | -------- | ------ | ----------- | ---------- |
| T. Arrigoni       | 6        | 0       | 2           | 0          | -            | -            | -            | -            | 6        | 0      | 2           | 0          |
| G. Bamonte        | 2        | 0       | 0           | 0          | 1            | 0            | 0            | 0            | 3        | 0      | 0           | 0          |
| I. Bangoura       | 1        | 0       | 0           | 0          | -            | -            | -            | -            | 1        | 0      | 0           | 0          |
| E. Belardi        | 15       | -21     | 1           | 0          | 1            | 0            | 0            | 0            | 16       | -21    | 1           | 0          |
| Y. Benalouane     | -        | -       | -           | -          | 2            | 0            | 0            | 0            | 2        | 0      | 0           | 0          |
| G. Brandão        | 23       | 0       | 5           | 1          | 2            | 0            | 1            | 0            | 25       | 0      | 6           | 1          |
| L. Caldirola      | 18       | 0       | 4           | 0          | 1            | 0            | 0            | 0            | 19       | 0      | 4           | 0          |
| A. Campagnolo     | 19       | -16     | 4           | 0          | -            | -            | -            | -            | 19       | -16    | 4           | 0          |
| L. Ceccarelli     | 33       | 2       | 10          | 2          | 2            | 0            | 1            | 0            | 35       | 2      | 11          | 2          |
| G. Comotto        | 31       | 2       | 7           | 1          | 1            | 0            | 0            | 0            | 32       | 2      | 7           | 1          |
| N. Consolini      | 20       | 0       | 3           | 0          | -            | -            | -            | -            | 20       | 0      | 3           | 0          |
| M. Coppola        | 15       | 0       | 9           | 1          | -            | -            | -            | -            | 15       | 0      | 9           | 1          |
| M. D'Alessandro   | 32       | 2       | 6           | 1          | 2            | 1            | 1            | 0            | 34       | 3      | 7           | 1          |
| S. Dallamano      | 1        | 0       | 0           | 0          | -            | -            | -            | -            | 1        | 0      | 0           | 0          |
| G. Defrel         | 30       | 3       | 2           | 0          | -            | -            | -            | -            | 30       | 3      | 2           | 0          |
| D. Đoković        | 30       | 4       | 9           | 1          | 1            | 0            | 0            | 0            | 31       | 4      | 9           | 1          |
| A. Favalli        | 3        | 0       | 0           | 0          | 2            | 0            | 1            | 0            | 5        | 0      | 1           | 0          |
| A. Gessa          | 21       | 0       | 3           | 0          | 2            | 0            | 0            | 0            | 23       | 0      | 3           | 0          |
| M. Giandonato     | 13       | 0       | 4           | 0          | -            | -            | -            | -            | 13       | 0      | 4           | 0          |
| M. Graffiedi      | 21       | 3       | 1           | 0          | 2            | 2            | 0            | 0            | 23       | 5      | 1           | 0          |
| P. Granoche       | 19       | 4       | 3           | 1          | -            | -            | -            | -            | 19       | 4      | 3           | 1          |
| M. Iori           | 16       | 0       | 5           | 2          | 3            | 0            | 1            | 0            | 19       | 0      | 6           | 2          |
| G. Lapadula       | 9        | 0       | 0           | 0          | 2            | 1            | 1            | 0            | 11       | 1      | 1           | 0          |
| N. Lolli          | 3        | 0       | 0           | 0          | -            | -            | -            | -            | 3        | 0      | 0           | 0          |
| D. Meza Colli (I) | 23       | 1       | 5           | 0          | 2            | 0            | 1            | 0            | 25       | 1      | 6           | 0          |
| S. Morero         | 16       | 1       | 6           | 0          | 1            | 0            | 0            | 0            | 17       | 1      | 6           | 0          |
| L. Parfait        | 20       | 0       | 5           | 1          | 1            | 0            | 0            | 0            | 21       | 0      | 5           | 1          |
| N. Ravaglia       | 9        | -22     | 0           | 0          | 3            | -6           | 0            | 0            | 12       | -28    | 0           | 0          |
| A. Rodríguez      | 11       | 4       | 1           | 0          | 1            | 0            | 0            | 0            | 12       | 4      | 1           | 0          |
| A. Rossi          | 15       | 0       | 2           | 2          | 2            | 0            | 0            | 0            | 17       | 0      | 2           | 2          |
| D. Succi          | 37       | 15      | 3           | 1          | 3            | 1            | 0            | 0            | 40       | 16     | 3           | 1          |
| A. Tabanelli      | 29       | 0       | 4           | 0          | 2            | 0            | 0            | 0            | 31       | 0      | 4           | 0          |
| D. Tonucci        | 30       | 3       | 6           | 1          | 1            | 1            | 0            | 0            | 31       | 4      | 6           | 1          |
| G. Turchetta      | 1        | 0       | 0           | 0          | 2            | 0            | 0            | 0            | 3        | 0      | 0           | 0          |
| M. Volta          | 16       | 0       | 4           | 1          | -            | -            | -            | -            | 16       | 0      | 4           | 1          |